# Miltonia regnellii
Miltonia regnellii é uma espécie de orquídea epifita  pertencente à familia das Orquidáceas.  As plantas são encontradas nos estados brasileiros de São Paulo, Minas Gerais, Paraná, Santa Catarina e Rio Grande do Sul, crescendo nos bosques da parte baixa das regiões de montanha com alto teor de umidade em altitudes que variam de 800 a 1400 metros.

## Descrição
As plantas florescen de janeiro a maio na natureza, e entre agosto e outubro nos cultivos. As inflorescências possuem normalmente de 4 a 5 flores perfumadas, e estas tem 6,5 cm de diâmetro com as pétalas e sépalas de cor branca, o labelo tem cor que varia de rosa a púrpura. Existe uma variedade mais escura que foi descrita como var. purpurea.

## Híbridos
Tres híbridos naturais foram descritas:
- Miltonia x binotii (Miltonia x candida),
- Miltonia x Castanea (x Miltonia clowesii)y
- Miltonia x cogniauxiae (x Miltonia spectabilis).

## Cultivo
Crescem em condições intermediárias com luz moderada durante o verão, e alta luminosidade durante o inverno. Durante o período de vegetação, a alta umidade é essencial para o êxito do cultivo. Os vasos não devem secar-se por completo e devem ter suficiente drenagem para evitar o apodrecimento da raiz. Deve borrifar as plantas com frequência, se possível pela manhã para imitar o nevoeiro do habitat natural. 

## Nome comum
- Inglês:  Dr. Regnell's Miltonia

## Sinônimos
- Oncidium regnellii (Rchb.f.) Rchb.f. (1863)
- Miltonia cereola Lem. (1865)
- Miltonia regnellii var. citrina Cogn. (1900)
- Miltonia regnellii var. travassosiana Cogn. (1900)
- Miltonia regnellii var. veitchiana Cogn. (1900)
- Miltonia regnellii var. alba Tessmer (2003)
- Miltonia regnellii f. alba (Tessmer) Roeth (2005)
- Miltonia regnellii f. citrina (Cogn.) Roeth (2005)
- Miltonia regnellii f. travassosiana (Cogn.) Roeth (2005)
- Miltonia regnellii f. veitchiana (Cogn.) Roeth (2005)